# Chiesa della Sacra Famiglia (Carrara)
La chiesa della Sacra Famiglia è un luogo di culto cattolico, costruito a Marina di Carrara, frazione del comune italiano di Carrara.

## Storia

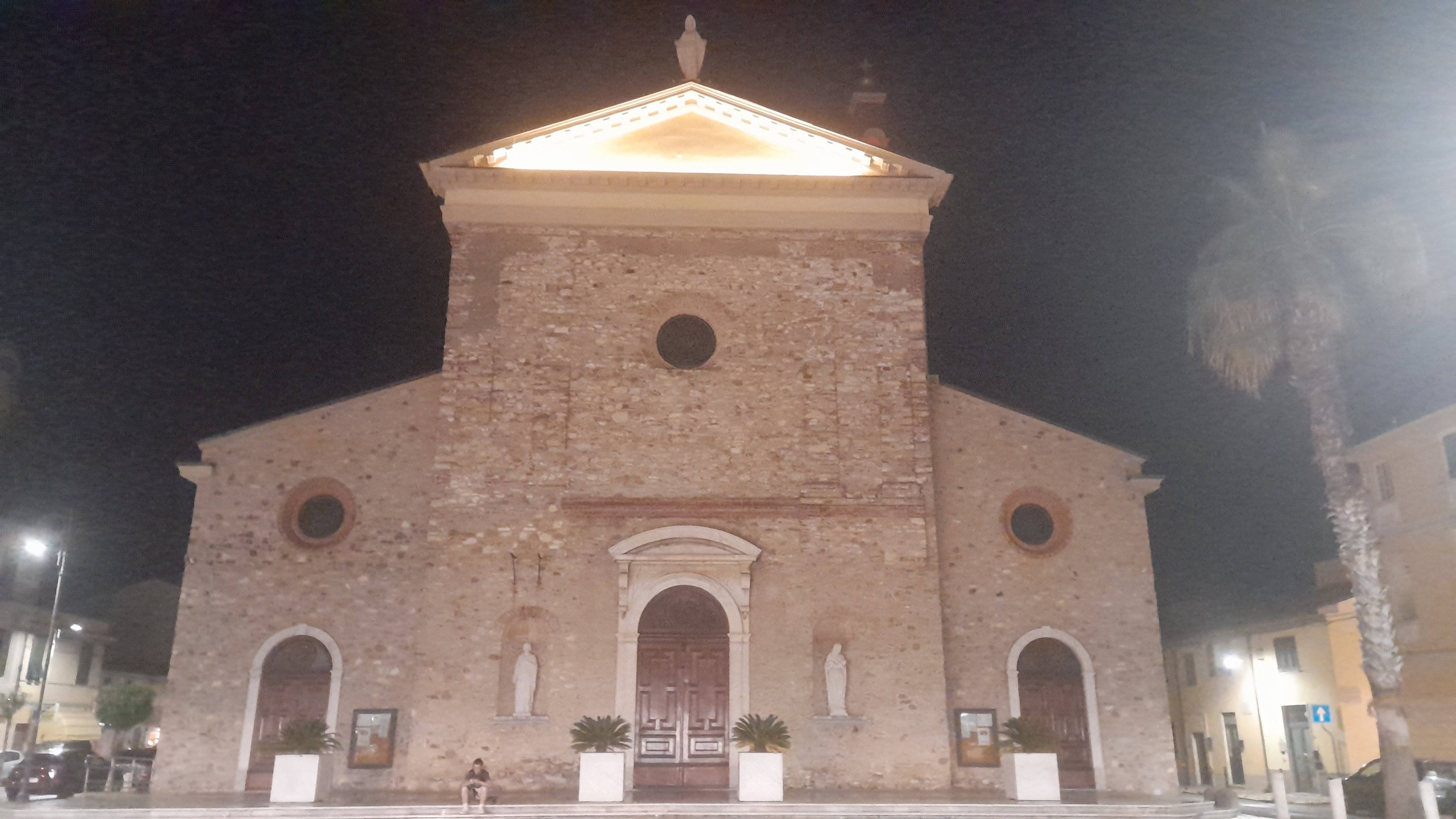
La facciata principale della chiesa in notturna nel giugno 2024

La chiesa nacque nel 1776 dall'idea di Domenico Vatteroni, di trasformare la chiesina di San Giuseppe.
In seguito allo sviluppo di Marina di Avenza, i marinelli si staccarono da Avenza, creando così la frazione di Marina di Carrara.
Il 9 marzo 1898 il Vescovo Emilio Maria Miniati, considerando l'ingente continuo incremento della popolazione che constava ormai di circa 3000 persone, decreta di staccare la già Chiesa Curata della Marina di Avenza dalla Chiesa Priorale costituendola in parrocchia indipendente.
La costruzione della Chiesa parrocchiale era già iniziata nel 1858  su progetto dell'ingegner Merighi, integrato dal professor Domenico Serri di Carrara.
Nel 1922 la parrocchia della Sacra Famiglia o dell'Immacolata venne affidata alle cure pastorali dei Servi di Maria, e il primo parroco del 1923 fu padre Zanobi Manfrani.
Nel 1925 l'ingegnere Domenico Zaccagna, tramite un civico comitato, presentò ai marinelli un progetto di restauro ed ampliamento, portando un ridisegno del campanile, richiamando vagamente quello di Venezia. Nel 1926 iniziarono tutti lavori, che terminarono il 18 maggio 1935, mentre le cinque campane in MIB3, realizzate dalla Picasso di Avegno, furono installate il 14 maggio 1938.

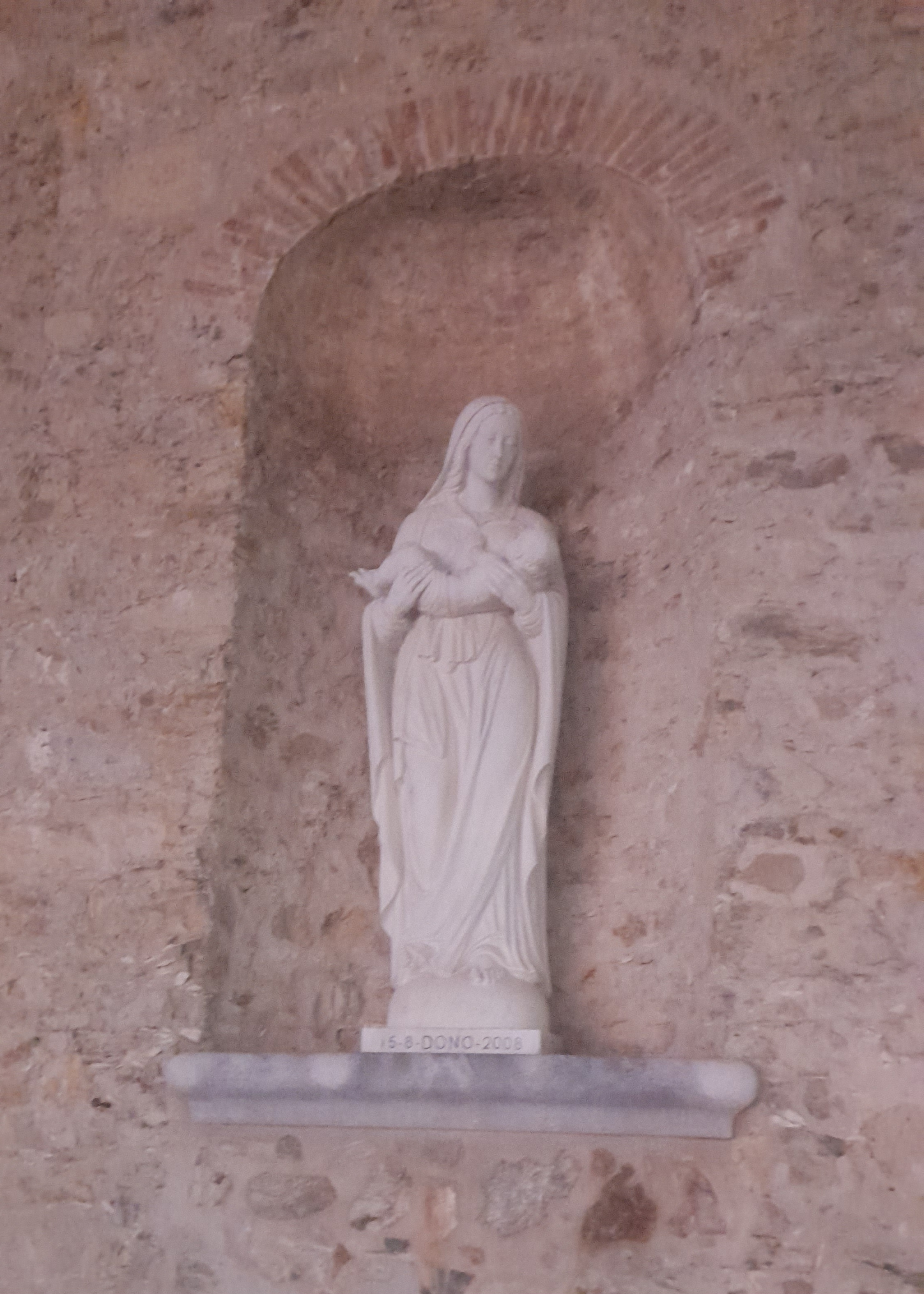
Statua di Madonna con Bambino

L'esterno, ha subito rifacimenti ed è stato completato con due statue poste in nicchie, ai lati dell'ingresso centrale: una di San Giuseppe e l'altra della Madonna con Bambino. Rifatto anche il portone centrale, con artistica lunetta, tutto in blocchi di marmo bianco massiccio, come i due portoni laterali, anche se più modesti, e tre vetrate tonde istoriate geometricamente in diversi colori.
Nel 1982 al termine di riparazioni e rafforzamenti, fu collocata nel punto più alto della facciata, una scultura marmorea raffigurante la Madonna del Mare, opera di Luigi Telara, noto scultore.
Lo stesso Telara precisava che la Madonna del Mare, alta metri 2,40 e dal peso di una tonnellata e quaranta, quando fu impiantata nel 1982, sul timpano della facciata, ebbe qualche difficoltà di collocamento tramite gru, anche se all'inaugurazione una enorme folla gremiva la piazza.
La volta ha subito rifacimenti dovuti ai vari terremoti succedutisi nel tempo, il più recente è quello del gennaio 2012, che fece decretare all'allora sindaco Zubbani la chiusura della Chiesa. Ripristinati i danni, la chiesa ha ripreso le sue regolari funzioni.

## Architettura
Come presbiterio nacque con un bel altare di marmi di vari colori, italiani e stranieri, mentre la balaustra chiudeva lo spazio con un cancelletto in metallo. Ora, la balaustra, esiste ai lati del presbiterio, di lunghezza 165 per 80 cm., una specie di balaustra con cornice e colonnine in portoro macchia oro, ed ha sette piedistalli in marmo bianco statuario cristal.
Nel presbiterio, alle spalle dell'altare, ci sono quattro sedie ed un trono in marmo per gli officianti, rialzati di due scalini, in Marmo bianco di Carrara e nelle parti verticali sono ricoperti di rosso Albania.
Sopra si staglia un Cristo in Croce in un unico blocco di marmo statuario (di opera Luigi Telara. Fu chiamato il grande "Trittico bianco" dal colore dello statuario delle Cave di marmo di Carrara.
Le vetrate istoriate delle navate laterali sono state realizzate dall'artista fiorentino Mario Vezzelli, mentre quelle in alto dal fiorentino Ugo Signorini.
Le vetrate istoriate delle navate lateriali riportano le tematiche dell'Annunciazione, la visitazione, La presentazione al tempio, le nozze di Cana, la deposizione dalla croce, l'assunzione di Maria al cielo.
Quelle di Vezzelli ricordano i sacramenti nel loro ordine: il Battesimo, la Cresima, l'Eucaristia, la Penitenza, l'Ordine sacro, l'Unzione degli infermi, il Matrimonio.
Entrando dall'ingresso centrale, si trovano cinque arcate che sorreggono l'orchestra, tre ad arco a tutto sesto e due ad arco a sesto acuto, con massicce colonne in marmo bianco di Carrara.
Gli archi reggono un enorme organo a canne, con due altri più piccoli, nella medesima forma, che sono utilizzati come altoparlanti di una pianola al piano terra, nella zona dei cantori.